# Federación Nacional de Fútbol de Guatemala
Gwatemalski Związek Piłki Nożnej (hiszp. Federación Nacional de Fútbol de Guatemala, FEDEFUT) – ogólnokrajowy związek sportowy, działający na terenie Gwatemali, będący jedynym prawnym reprezentantem gwatemalskiej piłki nożnej, zarówno mężczyzn, jak i kobiet, we wszystkich kategoriach wiekowych w kraju i za granicą. Od 1946 roku jest zrzeszony w FIFA, zaś od 1961 roku w CONCACAF.
Gwatemala jest jednym z 13 krajów założycielskich federacji CONCACAF.
Federacja jest organizatorem rozgrywek wszystkich czterech szczebli ligowych piłki nożnej mężczyzn – Liga Nacional (I poziom), Primera División (II poziom), Segunda División (III poziom) i Tercera División (IV poziom), a także ligi piłki nożnej kobiet (Liga Nacional Femenina), ligi futsalu mężczyzn (Liga Nacional de Futsal) oraz ligi piłki nożnej plażowej mężczyzn (Liga Nacional de Fútbol Playa).
Siedziba federacji mieści się w stołecznym mieście Gwatemala.
Federacja Gwatemali została dwukrotnie zawieszona w prawach członka przez FIFA. W tym czasie wszystkie gwatemalskie reprezentacje i kluby nie mogły brać udziału w rozgrywkach międzynarodowych, a federacja nie otrzymywała dotacji od FIFA i nie dysponowała prawem głosu podczas kongresów FIFA:
1. 9 stycznia 2004 Komitet FIFA ds. Nagłych zawiesił FEDEFUT z powodu interwencji rządu w funkcjonowanie federacji. 23 grudnia 2003 podległa rządowi Gwatemali Niezależna Komisja Sportu zajęła siedzibę FEDEFUT, zabraniając wstępu do budynku prezesowi FEDEFUT José Mauricio Caballerosowi (wybranemu we wrześniu 2003 na kolejną, czteroletnią kadencję) i podległej mu administracji. Niezależna Komisja Sportu powołała również komitet normalizacyjny i odebrała mandat prezesa Caballerosowi[5]. Już kilkanaście dni później, po opanowaniu sytuacji, zawieszenie zniesiono[6].
2. 28 października 2016 Komitet FIFA ds. Nagłych zawiesił FEDEFUT za odmowę przedłużenia kadencji komitetu normalizacyjnego ustanowionego przez FIFA 18 grudnia 2015, który miał zarządzać sprawami federacji w związku z aferą korupcyjną FIFA (w wyniku afery zatrzymano trzech działaczy FEDEFUT – prezesa Brayana Jiméneza, byłego prezesa Rafaela Salguero oraz sekretarza generalnego Héctora Trujillo)[7][8]. W dniu 31 maja 2018 zawieszenie zniesiono po tym, jak komitet normalizacyjny odzyskał pełną sprawność działania[9].